# هارولد جي. هوفمان
هارولد جي. هوفمان (بالإنجليزية: Harold G. Hoffman)‏ هو سياسي أمريكي، ولد في 7 فبراير 1896 في الولايات المتحدة، وتوفي في 4 يونيو 1954 في نفس البلد. حزبياً، نشط في الحزب الجمهوري. وقد انتخب عضو جمعية نيوجيرسي العامة وانتخب حاكم نيو جيرسي ‏ (15 يناير 1935 – 18 يناير 1938) وانتخب عضو مجلس النواب الأمريكي عن دائرة New Jersey's 3rd congressional district ‏ (4 مارس 1927 – 3 مارس 1931).